# U-260
Unterseeboot 260 foi um submarino alemão do Tipo VIIC, pertencente a Kriegsmarine que atuou durante a Segunda Guerra Mundial.
O U-260 esteve em operação entre os anos de 1942 e 1945, realizando neste período 9 patrulhas de guerra, nas quais afundou um navio aliado num total de 4893 toneladas de arqueação.
Foram abertos buracos em seu casco para afundar  às 22h30min do dia 12 de março de 1945.

## Comandantes
| Comandante               | Data                                |
| ------------------------ | ----------------------------------- |
| Kptlt. Hubertus Purkhold | 14 de março de 1942 - abril de 1944 |
| Oblt. Klaus Becker       | abril de 1944 - 12 de março de 1945 |

## Subordinação
Durante o seu tempo de serviço, esteve subordinado às seguintes flotilhas:
| Período                                      | Flotilha                                   |
| -------------------------------------------- | ------------------------------------------ |
| 14 de março de 1942 - 30 de setembro de 1942 | 8. Unterseebootsflottille (treinamento)    |
| 1 de outubro de 1942 - 31 de outubro de 1944 | 6. Unterseebootsflottille (serviço ativo)  |
| 1 de novembro de 1944 - 12 de março de 1945  | 33. Unterseebootsflottille (serviço ativo) |

## Operações conjuntas de ataque
O U-260 participou das seguinte operações de ataque combinado durante a sua carreira:
- Rudeltaktik Blitz (22 de setembro de 1942 - 26 de setembro de 1942)
- Rudeltaktik Tiger (26 de setembro de 1942 - 30 de setembro de 1942)
- Rudeltaktik Luchs (1 de outubro de 1942 - 6 de outubro de 1942)
- Rudeltaktik Panther (6 de outubro de 1942 - 11 de outubro de 1942)
- Rudeltaktik Südwärts (24 de outubro de 1942 - 26 de outubro de 1942)
- Rudeltaktik Spitz (22 de dezembro de 1942 - 31 de dezembro de 1942)
- Rudeltaktik Seeteufel (21 de março de 1943 - 30 de março de 1943)
- Rudeltaktik Löwenherz (1 de abril de 1943 - 10 de abril de 1943)
- Rudeltaktik Lerche (10 de abril de 1943 - 15 de abril de 1943)
- Rudeltaktik Specht (21 de abril de 1943 - 4 de maio de 1943)
- Rudeltaktik Fink (4 de maio de 1943 - 6 de maio de 1943)
- Rudeltaktik Leuthen (15 de setembro de 1943 - 24 de setembro de 1943)
- Rudeltaktik Rossbach (24 de setembro de 1943 - 7 de outubro de 1943)
- Rudeltaktik Rügen 6 (28 de dezembro de 1943 - 2 de janeiro de 1944)
- Rudeltaktik Rügen 5 (2 de janeiro de 1944 - 7 de janeiro de 1944)
- Rudeltaktik Rügen (7 de janeiro de 1944 - 11 de janeiro de 1944)

## Coordenadas
1. ↑  em posição 51° 15' N 9° 05' O